# Caroline Lamarche
Caroline Lamarche, geboren Marie Lamarche, (Luik, 3 maart 1955) is een Belgische (Franstalige) schrijfster.
Lamarche bracht haar kindertijd door in Noord-Spanje en haar jeugd in de regio Parijs. Na een opleiding als romaniste gaf ze les in Luik en in Nigeria. Ze woont tegenwoordig in Vlaams-Brabant.
Ze is de auteur van romans, van gedichten (Entre-deux / Twee vrouwen van twee kanten, een tweetalige, dubbele bundel geschreven met de Vlaamse schrijfster Hilde Keteleer), van korte verhalen, radiohoorspelen, toneelteksten en van een jeugdboek.
In haar boeken beschrijft ze relaties tussen mensen dikwijls in termen van pijn en genot, van offer en verlossing. Ze put daarbij vooral uit haar eigen leven.
In 2014 werd Lamarche verkozen tot lid van de Académie royale de langue et de littérature françaises de Belgique.
Op 24 mei 2024 werd ze benoemd tot Commandeur in de Kroonorde.

## Werk
- Le Jour du chien, Minuit, 1996 (Prix Victor-Rossel). Nederlandse vertaling: De dag van de hond. Vertaald door Rokus Hofstede. Uitgeverij Van Oorschot, Amsterdam, 1999. 94p. ISBN 90-282-5061-1
- La nuit l'après-midi, Minuit, 1998 Nederlandse vertaling: Nacht op klaarlichte dag. Vertaald door Katelijne De Vuyst. Uitgeverij Vleugels, Bleiswijk, 2021. 67p. ISBN 978-94-93186-44-6
- J'ai cent ans, korte verhalen, Le Serpent à Plumes, 1999
- L'ours, Gallimard, 2000
- Lettres du pays froid, Gallimard, 2003
- Entre-deux / Twee vrouwen van twee kanten, samen met Hilde Keteleer (gedichten, tweetalig). Ed. Le Fram, 2003. 138p. ISBN 9782930330129
- Stad van letters, (tweetalig). Nederlandse vertaling Hilde Keteleer. Beeldmateriaal: Clotilde Olyff. Uitgeverij ABC 2004, Antwerpen, 2005. 27p. ISBN 90-77362-38-X
- Carnets d'une soumise de province, Folio Gallimard, 2004
- Karl et Lola, Gallimard, 2007
- La Barbière, Illustraties Charlotte Mollet. Les Impressions Nouvelles, Bruxelles, 2007
- La Chienne de Naha, Gallimard, 2012
- Mira, Les Impressions Nouvelles, Bruxelles, 2013.
- La Mémoire de l’air, Gallimard, 2014. Nederlandse vertaling: Het geheugen van de lucht (roman). Vertaald door Katelijne De Vuyst. Uitgeverij Vleugels, Bleiswijk, 2021. 73p. ISBN 978-94-93186-27-9
- Enfin mort, Le Cormier, 2014
- Dans la maison un grand cerf, Gallimard, 2017
- La poupée de Monsieur Silence. Illustraties Goele Dewanckel. Fremok, 2018.
- Nous sommes à la lisière, nouvelles, Gallimard 2019, (prix Goncourt de la nouvelle 2019). Nederlandse vertaling: Het dieren en mensen (novellen). Vertaald door Katelijne De Vuyst. Uitgeverij Vleugels, Bleiswijk, 2019. 125p. ISBN 978-90-78627-92-0
- L'Asturienne, Les Impressions Nouvelles, Bruxelles, 2021
- La fin des abeilles, Gallimard, 2022. Nederlandse vertaling: Het einde van de bijen (roman). Nederlandse vertaling: Katelijne De Vuyst. Uitgeverij Vleugels, Bleiswijk, 2022. 142p. ISBN 978-94-93186-68-2

## Prijzen
Voor haar vroege verhalen ontving Lamarche diverse prijzen (Prix Radio France Internationale, Prix Fureur de Lire, 1994). De roman Le jour du chien (vertaald als De dag van de hond) werd in 1996 bekroond met de Prix Victor-Rossel, de voornaamste literaire prijs van Franstalig België. Voor haar radiohoorspel L'autre langue, over een Franstalige vrouw die Nederlands wil leren om de poëzie van Leonard Nolens te kunnen lezen, kreeg zij de Prix SACD op het Festival Phonurgia Nova (Arles 2003).